# Las pesadillas de Freddy
Las pesadillas de Freddy es una serie de terror estadounidense, que se emitió entre octubre de 1988 y marzo de 1990. Se trata de un spin-off de la serie A Nightmare on Elm Street. Cada historia estaba presentada por Freddy Krueger (interpretado, como en las películas, por Robert Englund). Este formato es esencialmente el mismo que se usaba en Alfred Hitchcock Presenta, Historias de la cripta o The Twilight Zone.
New Line Television, los productores de la serie de películas, también produjeron la serie. Se distribuyó originalmente por Lorimar Television. Sin embargo, Warner Bros. Television asumiría los derechos de sindicación tras la adquisición de Lorimar (New Line es ahora una subsidiaria de Warner Bros.)
En Colombia la serie fue emitida por la Cadena Uno a mediados de la década de los 90. En España la serie se emitió originalmente en Telecinco en 1992, y más adelante por el canal Dark, mientras que en República Dominicana se emitió por el desaparecido canal Rahintel.

## Premisa
Como el personaje de Freddy era un asesino, New Line Cinema optó por no hacer que un mismo grupo de actores protagonizara la serie de forma continua, ya que por el formato de la franquicia todos deberían morir inevitablemente. En su lugar, los productores optaron por crear una serie de episodios individuales e independientes, con nuevos actores para cada episodio.
Cada semana la serie contaba una o dos historias nuevas de carácter oscuro y tétrico que se desarrollaban en la ciudad ficticia de Springwood, Ohio, ciudad en la que se ambienta la serie cinematográfica y donde está situada Elm Street. Aunque en algunas ocasiones Freddy participaría directamente en la trama, en la mayoría de las historias no participa directamente, limitándose a presentarlas, así como a realizar gags de humor negro reaccionando a ciertos sucesos del episodio o al final del mismo.
Algo que hace la serie única es que enfocaba las historias en dos niveles. En la mayoría de los episodios había dos historias distintas. Sin embargo, la segunda historia de cada episodio solía estar centrada en un personaje que aparecía en la primera historia en un papel secundario.

## Reparto
Por limitaciones de presupuesto, los productores se vieron obligados a usar actores desconocidos sin recurrir a ninguna de las estrellas de la serie cinematográfica, con la única excepción de Robert Englund como Freddy.
Algunos de los actores más destacables que participaron en la serie son:
- Robin Antin
- Sarah Buxton
- Kyle Chandler
- Morris Chestnut
- Joshua Cox
- Richard Eden
- Mariska Hargitay
- Eva LaRue
- Phill Lewis
- John Cameron Mitchell
- Bill Moseley
- Yvette Nipar
- Lori Petty
- Brad Pitt
- Tim Russ
- Richard Speight, Jr.

Entre las estrellas invitadas más importantes que aparecieron destacan:
- Timothy Bottoms
- Jeff Conaway
- Ellen Albertini Dow
- Tony Dow
- Joyce Hyser
- David Lander
- George Lazenby
- Lar Park Lincoln
- Dick Miller
- Susan Oliver
- Jay Thomas
- Tracey Walter
- Jill Whitlow

## Lanzamiento en DVD
A fecha de 2008, la serie todavía no se ha publicado en DVD en la región 1. A mediados de los noventa se publicaron en VHS cinco episodios, ahora descatalogados.
En 1991, Braveworld Ltd. publicó La pesadilla comienza de nuevo, una película hecha a partir del montaje de dos episodios juntos, No More Mr. Nice Guy (dirigida por Tobe Hooper) y Killer Instinct (dirigida por Mick Garris).
En 2003 se publicaron en DVD en la región 2 los tres primeros episodios en un primer volumen de la serie. Estaba previsto el segundo volumen para el mismo año, pero las bajas ventas del primer volumen motivaron su cancelación.